# 五月女利晴
五月女　利晴（さおとめ としはる、1972年10月2日-）は、日本の元プロボクサー。当時の日本人ボクサーのホープ、カズ有沢選手を倒したことで一躍脚光を浴びる。